# Носівська селекційно-дослідна станція
Носівська селекційно-дослідна станція — одна з найстаріших наукових установ України (заснована в червні 1911 року). Розташована в селищі Дослідне (Носівський район, Чернігівська область), поряд із залізницею Ніжин-Київ між м. Носівка та с. Володькова Дівиця, на чорноземах глибоких малогумусних, вилугуваних, які є основним ґрунтовим різновидом для всієї лісостепової частини Чернігівщини.
Один із корпусів станції — пам'ятка архітектури місцевого значення, зведена у 1911—1913 роки за проєктом архітектора Євгена Сердюка.

## Історія
Усю організаційну роботу зі створення станції виконував агроном-дослідник, а пізніше доктор сільськогосподарських наук, професор, заслужений діяч науки й техніки Молдавської РСР С. П. Кулжинський, який і став першим директором станції. На цій посаді він беззмінно працював до 1930 року. Як керманич установи він взяв на себе основний науково-організаційний тягар проблем, сприяв тому, що станція не тільки зберегла свої активи під час Першої світової війни, а й стала однією з найкращих за визнаними здобутками серед галузевих дослідних установ в Україні.
На станції у 1920-х працював відомий вчений-ґрунтознавець Гедройц Костянтин Каетанович. З цього часу для Чернігівської області та всього природно-історичного району — Придніпровської низини, майже в центрі якого розташована станція, — розпочинається нова сторінка вивчення її природно-історичних умов взагалі та агрономічних особливостей зокрема. Забезпечуючи в цей час генеруючий початок наукових досліджень станції, видатний учений уславив станцію, як одну з найкращих за будовою та досягненнями в Україні. Згодом фундаментальні наукові праці К. К. Гедройца, виконані на Носівській селекційно-дослідній станції, узагальнені в книгах: «Учение о поглотительной способности почв» (1922), «Химический анализ почв» (1923), «Классификация почв» (1925), для декількох поколінь студентів і майбутніх дослідників ґрунтів не тільки нашої країни, а й усього світу були й залишаються фундаментом у питаннях теорії та практики ведення досліджень.
Від свого заснування Носівська селекційно-дослідна станція багато працювала в напрямі пошуку шляхів підвищення ефективності селянського господарства: надавала безкоштовні консультації, продавала насіння, племінний молодняк.
Завідувачем відділу садівництва у 1920-х працював Костецький Микола Данилович (1873—1948) — вчений, селекціонер і громадський діяч, батько художника, академіка В. М. Костецького, дідусь художника О. В. Костецького.
У період тимчасової окупації німецько-фашистські загарбники завдали великого збитку селекційно-насінницькій роботі. Поля станції були запущені, забур'янені, ділянки стаціонарних дослідів використані під господарські посіви, переважна частина селекційного матеріалу загублена. Спалено більшість наукових та господарських будівель, знищено інвентар і майно. Після звільнення території першочерговим завданням стала відновлювальна робота. Завдяки підтримці держави, самовідданій праці колективу робітників, наукових працівників, службовців та таланту директора (у 1946—1955) Миколи Сергійовича Кабаєва (1911—1955), який так багато своєї праці, уміння й організаторських здібностей віддав справі відновлення, станція за короткий термін була відбудована і вже в 1949 році вийшла на довоєнний рівень науково-виробничих показників.
За весь час роботи на станції створено і зареєстровано понад 70 сортів різних сільськогосподарських культур. Це сорти: озимого жита — Деснянка 2, 1969 р. (Бржезицький О. П. та ін.), Олімпіада 80, 1983 р., Боротьба, 1993 р., Богуславка, 1995 р., Воля, 1999 р., Дозор, 2005 р., Синтетик 38, 2006 р., Хлібне, 2007 р., Забава, 2011 р. (Скорик В. В. та ін.); озимої пшениці — АН-1, 1994 р., (Губернатор В. С. та ін.), Ювівата 60, 2014 р. (Москалець В. І., Москалець В. В., Москалець Т. З., Буняк Н. М., Піка Ю. М. та ін.); озимого тритикале — Славетне, 2004 р., Вівате Носівське, 2015 (Москалець В. І., Москалець В. В., Москалець Т. З., Буняк Н. М., Піка Ю. М. та ін.); озимої вики — Чернігівська 20, 1969 р., (Бржезицький О. П. та ін.); ярого тритикале — Вікторія, 2003 р., Всеволод, 2010 р., (Горган М. Д. та ін.); ярої пшениці — Краса Полісся, 2003 р., Букурія, 2004 р., (Горган М. Д. та ін.); ярого ячменю — Чернігівський, 1954 р., Носівський 2, 1959 р., Чернігівський 5, 1961 р., Носівський 6, 1966 р., Чернігівський 7, 1969 р., Деснянський 8, 1977 р., Носівський 9, 1979 р., (Губернатор В. С. та ін.), Носівський 21, 2002 р., Варіант, 2004 р., Гося, 2009 р., Козацький, 2010 р., (Сардак М. О. та ін.); вівса — Чернігівський 83, 1972 р., Чернігівський, 1973 р., Чернігівський 126, 1980 р., (Бржезицький О. П. та ін.), Резон, 1980 р., Чернігівський 27, 1991 р., Чернігівський 28, 1996 р., Деснянський, 1998 р., Група селекції озимих, гречки і трав, 1970 р. Славутич, 2000 р., Ранньостиглий, 2000 р., Райдужний, 2001 р., Нептун, 2005 р., Зірковий, 2007 р., Парламентський, 2008 р., Закат, 2010 р., Скарб України, 2011 р., (Матрос О. П., І. В. Гриник, В. Д. Журбін, В. М. Москалець та ін.); гороху — Чернігівський 190, 1964 р., (Паришкура І. С. та ін.); люпину жовтого — Носівський білонасінний, 1953 р. (Паришкура І. С. та ін.); люпину білого — Носівський 3, 1960 р. (Паришкура І. С. та ін.); гречки — Чернігівська 187, 1957 р., Чернігівська рання, 1963 р., Чернігівська 17, 1979 р., (Гордієнко Г. Т. та ін.); цибулі — Стригунівська Носівська, 1947 р., (Іващенко Т. О.); Чернігівська, 1977 р., (Перепечай К. А. та ін.), Коперів, 1988 р., Грандіна, 1992 р., Буран, 1998 р., (Колядко І. В. та ін.), Господиня, 2007 р. (Горган Н. О. та ін.); столового буряка — Носівський плоский, 1947 р., (Тонкошкур Д. А.); томатів — Носівські 51, 1947 р., (Полякова М. І. та ін.); ярого ріпака — Носівський 9, 1947 р., (Губернатор В. С. та ін.); конюшини лучної — Носівська 4, 1971 р., Носівська 5, 1961 р., Атлас, 1982 р., Агрос 12, 1993 р., (Лихацький В. Л. та ін.), Фалкон, 2006 р. (Боженко А. І. та ін.); люцерни — Чернігівська, 1965 р., Анді, 1996 р., (Лихацький В. Л. та ін.), Владислава, 2001 р., Алія, 2010 р., (Боженко А. І. та ін.); огірків — Ніжинка, 1985 р., Ера, 1997 р., (Набоков І. Г. та ін.), Носівські, 2004 р., (Сардак М. І.); Етап, 2008 р., (Набокова Л. О.); редьки олійної — Ямайка, 1998 р., (Піка Ю. М. та ін.)
Сьогодні[коли?] Носівська селекційно-дослідна станція Миронівського інституту пшениці — це колектив із 44 працівників, які працюють у 6 наукових підрозділах. Із них — 18 наукових співробітників, в тому числі один доктор та 6 кандидатів сільськогосподарських наук.
2013 року підпорядкована Миронівському інституту пшениці імені В. М. Ремесла Національної академії аграрних наук України. До того була в підпорядкуванні Чернігівського інституту сільськогосподарської мікробіології та агропромислового виробництва НААН.

## Діяльність
Основними напрямами наукової діяльності установи є:
- створення нових сортів озимого жита, ярого ячменю, вівса, конюшини, люцерни, цибулі, огірків адаптованих до кліматичних умов, здатних формувати високі врожаї за меншої кількості вологи в ґрунті, збільшенні суми температур, генетично захищених від ураження основними хворобами, ресурсоенергоекономних та екологічно безпечних;

- виробництво оригінального та елітного насіння районованих сортів озимого жита, пшениці, тритикале, ячменю, вівса, конюшини, люцерни, цибулі, огірків;

- надання науково-методичної допомоги господарствам щодо питань насінництва та агротехніки вирощування зернових та овочевих культур.

Щорічно вирощується 150—200 т оригінального та 600—800 т елітного насіння, яке реалізовується в переважну більшість областей України. Зокрема, у 2010—2011 роках насіння озимого жита та тритикале, вирощене в Носівській СДС, поширене в 12 областей, вівса — у 18, ярого ячменю — у 7, конюшини та люцерни — у 5 областей.